# 艾文德·柯林
艾文德·柯林 （丹麥語：Eivind Drachmann Kolding, 1959年11月16日—）是一位丹麦企业家，马士基航运前首席执行官，目前担任丹麦丹斯克银行董事会主席。

## 生平
1959年出生在丹麦，1983年哥本哈根大学法律硕士毕业。1986年成为律师，1989年加入马士基，在马士基香港担任管理层，1998年至2006年担任马士基首席财务官。2006年7月1日被任命为马士基航运首席执行官，成为马士基集团合伙人和执行会成员。2012年1月16日起，马士基航运首席执行官职位被马士基邮轮首席执行官施索仁接替。艾文德·柯林开始担任丹麦丹斯克银行董事会主席。